# 16e cérémonie des Dallas-Fort Worth Film Critics Association Awards
La 16e cérémonie des Dallas-Fort Worth Film Critics Association Awards, décernés par la Dallas-Fort Worth Film Critics Association, a eu lieu le 18 décembre 2006, et a récompensé les films réalisés dans l'année.

## Palmarès

### Meilleur film
- Lettres d'Iwo Jima (Letters from Iwo Jima)

### Meilleur réalisateur
- Clint Eastwood pour Lettres d'Iwo Jima (Letters from Iwo Jima)

### Meilleur film en langue étrangère
- Lettres d'Iwo Jima (Letters from Iwo Jima) •  États-Unis  Japon